# Claudia Henkel
Claudia Henkel (Gauteng, África do Sul, 22 de abril de 1983) é uma modelo sul-africana eleita Miss África do Sul 2004. Ela disputou o Miss Universo 2005 na Tailândia, onde alcançou o top 15.